# آرتور فورد (بازیکن فوتبال، زاده ۱۹۱۱)
آرتور فورد (انگلیسی: Arthur Ford؛ زادهٔ 1911) بازیکن فوتبال اهل بریتانیا است.
از باشگاه‌هایی که در آن بازی کرده‌است می‌توان به باشگاه فوتبال ولورهمپتون واندررز، باشگاه فوتبال نورث‌همپتون تاون، و باشگاه فوتبال پورت ویل اشاره کرد.